# Dziedzictwo Heorotu
Dziedzictwo Heorotu (tytuł oryg. The Legacy of Heorot) – powieść science fiction Larry Nivena, Jerry’ego Pournelle'a i Stevena Barnesa napisana w 1987 roku. W języku polskim wydana przez Rebis w styczniu 1999 roku, a przetłumaczył ją Jan Pyka.
Jest to pierwszy tom opisujący przygody ludzi na Avalonie, czwartej planecie w układzie Tau Ceti, znajdującym się w odległości niecałych 12 lat świetlnych od Słońca w gwiazdozbiorze Wieloryba. Następny tom to Dzieci Beowulfa.
Dwustu kolonistów przybyłych w stanie anabiozy w ciągu stuletniej podróży z Ziemi na statku kosmicznym Geografic osiedla się na Camelocie - idyllicznej wyspie w pobliżu głównego kontynentu. Nieoczekiwanie zostają zaatakowani przez niezwykłego drapieżnika. Stworzenie zbliżone budową do krokodyla, nazwane Grendel, zabija i rani kilkunastu osadników nim dają oni radę go pokonać. Rozpoczyna się wojna z grendelami. 
Imiona Heorot i Grendel pochodzą ze staroangielskiego poematu heroicznego Beowulf.